# FIFA-Schiedsrichter

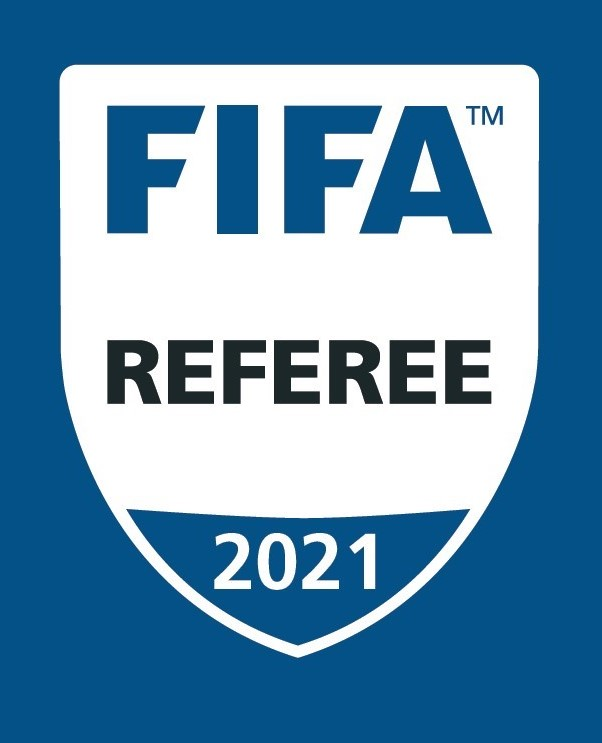
FIFA-Abzeichen des Schiedsrichters für das Kalenderjahr 2021.

Ein FIFA-Schiedsrichter (offiziell: FIFA-Spieloffizieller) ist ein Fußballschiedsrichter, der von seinem Mitgliedsverband bei der FIFA-Schiedsrichterkommission nominiert und von dieser zugelassen wurde, wodurch er Länderspiele und Europapokalspiele leiten darf. Dabei wird unterschieden zwischen den Funktionen Schiedsrichter, Schiedsrichterassistent, Video-Schiedsrichterassistent (VSA; englisch VAR) sowie Futsal- und Beachsoccerschiedsrichter. Die Ernennung gilt für ein Kalenderjahr, zu sehen anhand der Jahreszahl auf dem FIFA-Abzeichen, das der Schiedsrichter auf der Brust trägt, und muss für das folgende Kalenderjahr wiederholt werden.

## Voraussetzungen
| a) Die Kandidaten dürfen nur für eine Liste vorgeschlagen werden, mit Ausnahme der Video-Spieloffiziellen, bei denen es sich auch um Schiedsrichter oder Schiedsrichterassistenten handeln kann. b) Mitgliedsverbände, die über keine organisierte Liga verfügen, dürfen keine Kandidaten vorschlagen. c) Die maximale Anzahl Spieloffizielle pro Mitgliedsverband wird von der FIFA-Schiedsrichterkommission jährlich u. a. anhand folgender Kriterien festgelegt: I. Niveau der Spieloffiziellen des Mitgliedsverbands II. Niveau oder Professionalitätsgrad der Wettbewerbe des Mitgliedsverbands d) Die vorgeschlagenen Spieloffiziellen müssen am 1. Januar des Jahres, für das sie nominiert werden, mindestens 25 Jahre alt sein (23 Jahre für Schiedsrichterassistenten). e) Die vorgeschlagenen Spieloffiziellen müssen im Mitgliedsverband ihres Landes seit mindestens zwei Jahren regelmäßig auf höchster Stufe zum Einsatz gelangen. f) Für die Liste der internationalen Schiedsrichterassistenten kommen nur Kandidaten in Frage, die in den letzten zwölf Monaten öfter als Schiedsrichterassistenten denn als Schiedsrichter zum Einsatz gelangt sind. g) Die vorgeschlagenen Video-Spieloffiziellen müssen im Mitgliedsverband ihres Landes seit mindestens zwei Jahren regelmäßig auf höchster Stufe zum Einsatz gelangen und mindestens 15 Spiele als Video-Spieloffizielle begleitet haben. Sie können auch direkt von der FIFA oder den Konföderationen zertifiziert werden. Für diese Funktion sind keine Fitnessanforderungen zu erfüllen. h) Die vorgeschlagenen Spieloffiziellen müssen den maßgebenden FIFA-Fitnesstest bestanden haben, der für die Aufnahme in die entsprechende Liste gilt. Zudem müssen sie den medizinischen Nachweis erbringen, dass sie für ihre entsprechende Tätigkeit befähigt sind. Die Erfüllung dieser Bedingungen darf bei Ablauf der Nominierungsfrist nicht länger als vier Monate zurückliegen (1. Juni – 30. September). Die FIFA behält sich das Recht vor, von über 45-jährigen Spieloffiziellen im Einzelfall zusätzliche technische Beurteilungen, spezifische medizinische Untersuchungen und Fitnesstests zu verlangen. i) Für Kandidaten, die zum Zeitpunkt der Nominierung vorübergehend verletzt, krank oder schwanger sind (oder sich von einer Schwangerschaft und/oder Geburt erholen), ist eine provisorische Aufnahme in die Liste möglich. Diese gilt bis zur erfolgreichen Absolvierung der erwähnten medizinischen Untersuchung und/oder des Fitnesstests sowie der offiziellen Meldung der Ergebnisse an die FIFA. j) Die Mitgliedsverbände müssen der FIFA anhand der jeweiligen Leistungen auf nationaler Ebene eine Bewertung der vorgeschlagenen Spieloffiziellen zukommen lassen. Diese Bewertung bezieht sich nur auf Spiele der höchsten Spielklasse, bei denen sie in den zwölf Monaten vor ihrer Nominierung eingesetzt wurden. k) Die Nominierungen sind bis spätestens 1. Oktober über den von der FIFA-Schiedsrichterkommission angegebenen Link einzureichen. l) Die Missachtung einer der genannten Bestimmungen hat die Ablehnung des/der betreffenden Kandidaten zur Folge. Quelle: fifa.com |

Anmerkung
1. ↑  Nachdem das Höchstalter für FIFA-Schiedsrichter früher bei 50 Jahren lag, wurde dieses in der Folge sukzessive zuerst auf 48, dann 47 Jahre und 1992 auf 45 Jahre herabgesetzt. Seit 2016 gibt es für FIFA-Schiedsrichter keine Altersbegrenzung mehr, jedoch behält sich die FIFA das Recht vor, von Schiedsrichtern über 45 Jahren fallbedingt zusätzliche technische Beurteilungen und spezifische medizinische Untersuchungen sowie Fitnesstests zu verlangen. Aus: 2016 FIFA Refereeing International Lists

## Tätigkeit
|  |  |  |  |  |

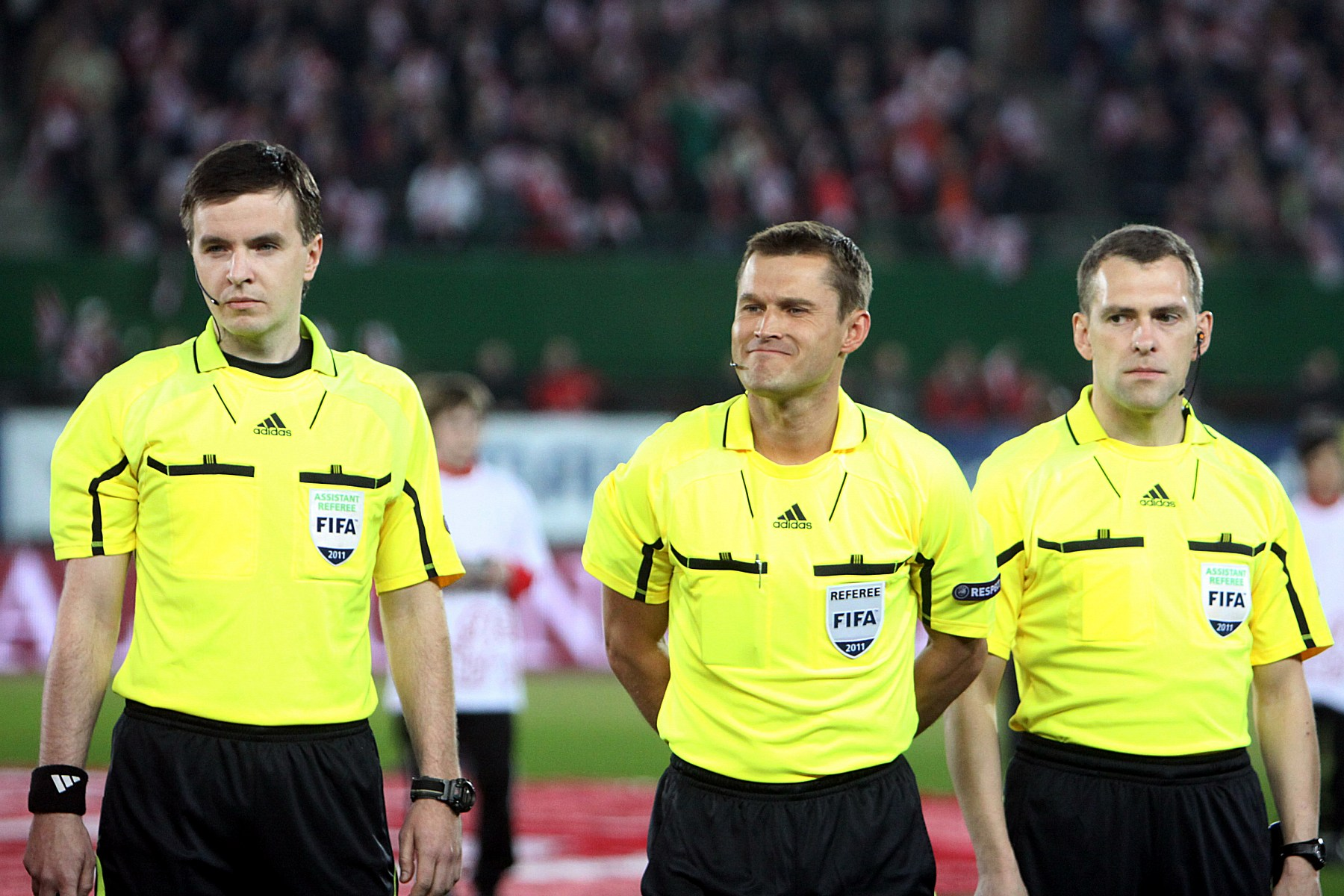
FIFA-Schiedsrichter Wladislaw Besborodow (Mitte) mit den FIFA-Schiedsrichterassistenten Aleksey Lebedev (links) und Nikolai Golubew im Jahr 2011.

Der FIFA-Schiedsrichter trägt, je nach zugelassener Funktion, eines der oben abgebildeten Abzeichen, das durch die Jahreszahl, für das der Schiedsrichter ernannt wurden, ergänzt ist. Sie müssen ihr jeweiliges Abzeichen bei allen internationalen Spielen tragen, die sie während des Jahres leiten. Bei nationalen Spielen dürfen sie das Abzeichen ebenfalls tragen; jedoch dürfen nur FIFA-Schiedsrichter ihr Abzeichen („FIFA Referee“) national auch in anderen Funktionen tragen – ein FIFA-Schiedsrichterassistent darf sein Abzeichen in anderen Funktionen nicht tragen.
Ein FIFA-Schiedsrichter darf auf internationaler Ebene nur eine Funktion in einem Kalenderjahr ausüben und muss, um für eine andere Liste vorgeschlagen werden zu dürfen, eine zwölfmonatige Pause zur Spezialisierung einlegen. Diese Pause beginnt am Tag, an dem der betreffende Schiedsrichter nicht mehr auf der internationalen Liste steht; Video-Schiedsrichterassistenten sind davon ausgenommen.
Die FIFA-Schiedsrichterkommission, die für die Ernennung zum FIFA-Schiedsrichter zuständig ist, entscheidet nach eigenem Ermessen, ob sie einen Schiedsrichter, der auf der internationalen Liste steht, für ein Spiel aufbietet oder nicht. Die Entscheidungen der FIFA-Schiedsrichterkommission sind endgültig und können nicht angefochten werden. Wichtig für die Kommission ist, dass die FIFA-Schiedsrichter ihre Vorbildfunktion wahrnehmen. Sie haben sich deshalb stets würde- und respektvoll zu verhalten und alle maßgebenden FIFA-Reglemente und -Richtlinien zu befolgen.
Der Video-Schiedsrichterassistent kam erstmals bei der FIFA-Klub-Weltmeisterschaft 2016 zum Einsatz und auf Nachwuchsebene bei der U-20-Fußball-Weltmeisterschaft 2017.
In Folge der COVID-19-Pandemie verlegte die FIFA bestimmte Schulungen in Online-Klassen zu je 10 bis 30 Teilnehmern.
Der dienstlängste FIFA-Schiedsrichter ist der Libanese Sarkis Demirdjian, der 20 Jahre und 10 Monate (von September 1962 bis Juli 1983) FIFA-Schiedsrichter war. Demirdjian war hauptsächlich in Asien im Einsatz und pfiff 826 Spiele in seiner insgesamt 27-jahrelangen Schiedsrichterkarriere.

## Material
Für das Kalenderjahr 2021 bekamen die Schiedsrichter von der FIFA folgendes Material gestellt:
- 3 Abzeichen („2021 FIFA Referee“, „2021 FIFA Assistant Referee“, „2021 FIFA Video Match Official“, „2021 FIFA Futsal Referee“ oder „2021 FIFA Beach Soccer Referee“)
- 3 Abzeichen („FIFA Living Football“)
- 1 Personalausweis (muss vom Berechtigten unterzeichnet werden, um gültig sein)
- 1 FIFA-Integritätsbroschüre
- 1 Pin („FIFA Referee“, „FIFA Assistant Referee“ oder „FIFA Video Match Official“)
- 1 Satz gelbe und rote Karten
- 1 Schiedsrichtermünze

## Suspendierung
Ein Mitgliedsverband kann bei der FIFA-Schiedsrichterkommission formell die Suspendierung oder den Ausschluss eines ihm angehörenden internationalen Spieloffiziellen von der Liste beantragen, sofern stichhaltige Gründe vorliegen.
Die FIFA-Schiedsrichterkommission behält sich das Recht vor, einen internationalen Spieloffiziellen infolge fehlender Leistung, mangelnder Disziplin oder aus anderen stichhaltigen Gründen zu suspendieren oder auszuschließen.

## UEFA Match Official

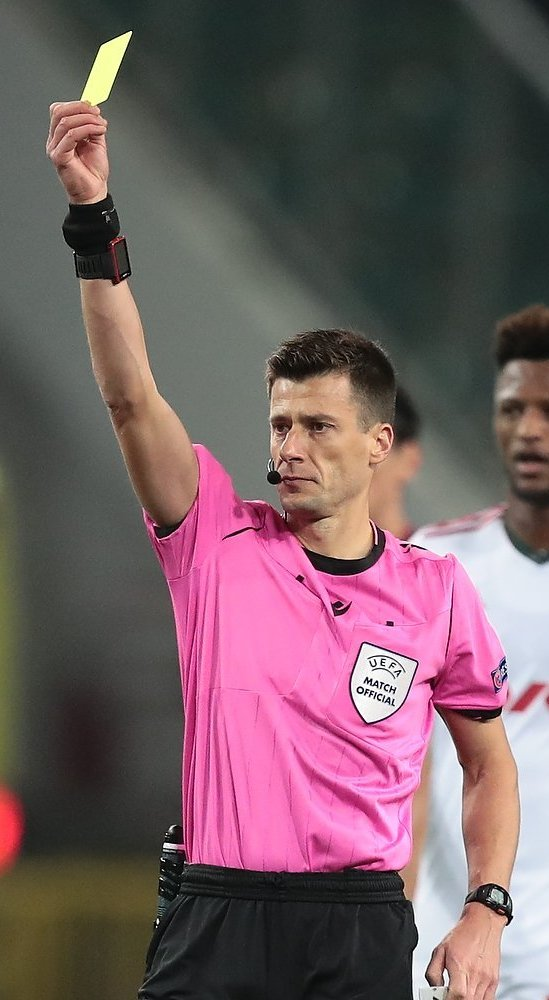
Der seit 2014 als FIFA-Schiedsrichter zugelassene Franzose Benoît Bastien während eines UEFA-Champions-League-Spiels mit dem „UEFA MATCH OFFICIAL“-Abzeichen.

Seit dem UEFA-Europa-League-Halbfinalspiel Manchester United gegen FC Sevilla (2:1) am 16. August 2020, welches aufgrund der COVID-19-Pandemie verspätet im August ausgetragen wurde, tragen Schiedsrichter bei UEFA-Wettbewerben – ohne dass es eine vorherige offizielle Ankündigung seitens der UEFA gab – statt des FIFA- ausschließlich ein „UEFA Match Official“-Abzeichen, „um klar zu zeigen, dass es sich um UEFA-Wettbewerbe handelt“; inoffiziell soll es sich hierbei um ein weiteres Kapitel eines schon länger schwellenden Konflikts der beiden Verbände handeln. Bei Spielen in ihren heimischen Verbänden tragen Schiedsrichter weiterhin das FIFA-Abzeichen und es ist auch weiterhin zur Leitung eines UEFA-Spiels eine Ernennung zum FIFA-Schiedsrichter notwendig.

## Liste der FIFA-Schiedsrichter
Die FIFA veröffentlicht jedes Jahr Listen, die für die Leitung internationaler Spiele aufgeboten werden dürfen. Diese Listen treten jeweils am 1. Januar in Kraft und gelten bis 31. Dezember desselben Jahres.
- Liste der FIFA-Schiedsrichter
- Liste der deutschen FIFA-Schiedsrichter